# Провинција Чикузен
Чикузен (јап. 筑前国) је једна од 66 историјских провинција Јапана, која је постојала од почетка 8. века (закон Таихо из 703. године) до Мејџи реформи у другој половини 19. века. Чикузен се налазио на северној обали острва Кјушу.
Царским декретом од 29. августа 1871. све постојеће провинције замењене су префектурама. Територија Чикузена припада данашњој префектури Фукуока.

## Географија
Чикузен је најсевернија од девет провинција острва Кјушу. На северу је излазио на Корејски мореуз. На истоку се граничио са  провинцијама Бузен и Бунго, на западу са провинцијом Хизен, а на југу са провинцијом Чикуго.